# Los Ángeles, Michoacán de Ocampo
Los Ángeles är en ort i Mexiko.   Den ligger i kommunen Epitacio Huerta och delstaten Michoacán de Ocampo, i den sydöstra delen av landet, 140 km nordväst om huvudstaden Mexico City. Los Ángeles ligger 2 374 meter över havet och antalet invånare är 143.
Terrängen runt Los Ángeles är platt åt sydväst, men åt nordost är den kuperad. Runt Los Ángeles är det ganska tätbefolkat, med 75 invånare per kvadratkilometer. Närmaste större samhälle är Amealco, 12,7 km nordost om Los Ángeles. I omgivningarna runt Los Ángeles växer huvudsakligen savannskog.